# Jaśkowice (Silésie)
Pour les articles homonymes, voir Jaśkowice.
Jaśkowice est une localité polonaise de la gmina de Zbrosławice, située dans le powiat de Tarnowskie Góry en voïvodie de Silésie.